# Vessződ

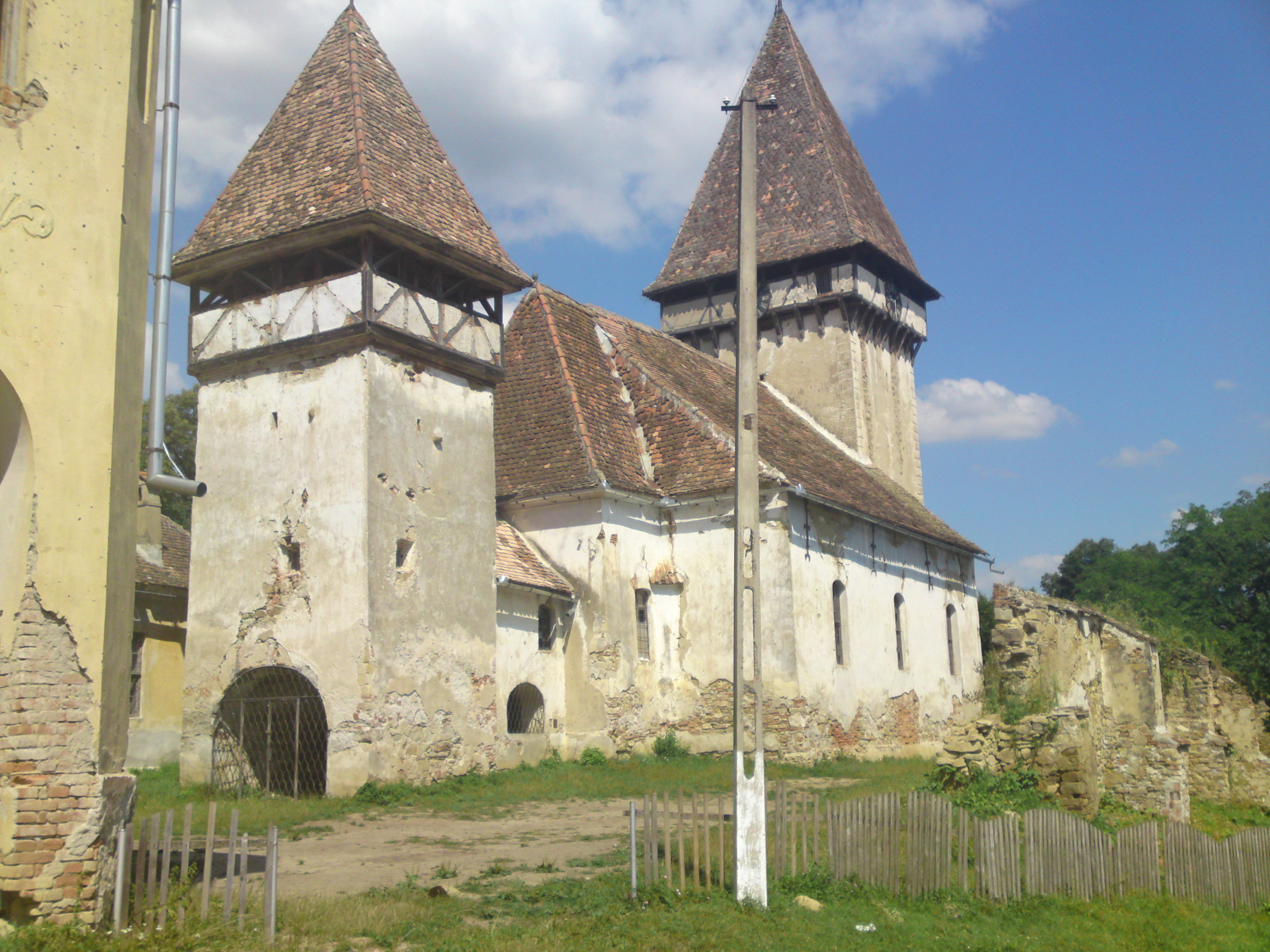
A vessződi erődtemplom

Vessződ (románul: Veseud vagy Veseud-Agnita, németül: Zied, helyi szász nyelvjárásban Zeïd) falu Romániában, Erdélyben, Szeben megyében.

## Fekvése
Szentágotától hat kilométerre délre fekszik.

## Népesség

### A népességszám változása
Lakossága 1850-től a második világháború utánig öt és hatszáz fő között ingadozott, aztán a szászok kivándorlásával egyharmadára esett vissza.

### Etnikai és vallási megoszlás
- 1783-ban 301 szászt és 113 románt írtak össze benne. Két évvel később azonban, amikor csak az ortodox lakosságot számlálták össze, 130 románt és 56 cigányt.
- 1910-ben 578 lakosából 344 volt német és 233 román anyanyelvű; 343 evangélikus és 231 ortodox vallású.
- 2002-ben 161 fős lakosságából 97 vallotta magát román, 57 cigány, négy német és három magyar nemzetiségűnek; 155 ortodox, négy római katolikus és két egyéb vallásúnak.

## Története
1379-ben Veseng, 1392-ben Vezed, 1394-ben Wezewd és Wezzewd, 1429-ben Bessodia néven említették. 1750-ben mint Vesszős, a 18–19. században többször mint Szászvessződ fordul elő, éppúgy mint a Szelindek és Nagyselyk között fekvő Szászvessződ. A középkorban szász falu volt. A források tanúsága szerint lassanként illeszkedett be Nagysinkszékbe; a 15–16. században többször nemesi birtokosait említik, I. Apafi Mihály pedig még 1685-ben is zálogba adta Vessződ tizedét a vajdahunyadi Petru Marcuțannak. 1698-ban 39 szász gazda és tizenegy román pásztor lakta családjaikkal. 1707. június 29-én Tige tábornok katonái felprédálták a falut a templomerőddel együtt. Nagy része le is égett. 1768-ban negyven egész és tíz féltelkes szász gazdát, öt fél- és öt negyedtelkes román gazdát írtak össze. A 18. század második felében már biztosan lakták beások is, akik kovácsmunkából és napszámból tartották fenn magukat. Román lakossága részben az szászoktól elkülönülve, a falu délnyugati részén fekvő „In den Walachen” fertályban élt. 1876-ban Nagy-Küküllő vármegyéhez csatolták, ahol előbb a bolya–berethalmi járásához, majd a medgyesi, végül a szentágotai járáshoz tartozott. Határának tagosítását 1902-ben fejezték be. A 20. században telepedtek le román gazdák a főutca nyugati részén, míg a régi román fertályt a cigányok foglalták el. A szászok az 1960-as évektől kivándoroltak.

## Nevezetességek
- Evangélikus erődtemploma. A templom eredetileg a 13. század második felében épült, román stílusban. Nagyharangját 1438-ban öntötték. Az 1500 körüli erődítés során az apszist lebontották, a falakat megvastagították és két védőtornyot építettek hozzá.  A hajót 1625-ben magasították, a mellékhajókat 1784–85-ben építették. Oltárát 1741-ben M. Stock nagyszebeni festő készítette. 1500 körül épült a templomot körülvevő négyszögletű fal, szélein két kör és két négyzet alaprajzú toronnyal. Az erődítményt a 19. század során nagy részben lebontották, mindössze a déli oldalon levő fal maradt meg.
- A Kaisereiche nevű öreg, kiszáradt tölgy törzse kilenc méteres körméretű.
- Ortodox temploma 1790-ben épült.
- A volt evangélikus iskola 1913–14-ben, Friedrich Balthes tervei alapján épült.